# Yanjia (socken i Kina, Hunan)
Yanjia (kinesiska: 晏家, 晏家乡) är en socken i Kina. Den ligger i provinsen Hunan, i den södra delen av landet, omkring 390 kilometer väster om provinshuvudstaden Changsha. Antalet invånare är 5553. Befolkningen består av 2 477 kvinnor och 3 076 män. Barn under 15 år utgör 16,0 %, vuxna 15-64 år 70 %, och äldre över 65 år 13,0 %.
Genomsnittlig årsnederbörd är 1 671 millimeter. Den regnigaste månaden är maj, med i genomsnitt 276 mm nederbörd, och den torraste är december, med 46 mm nederbörd.